# Дивна жінка (фільм, 1946)
«Дивна жінка» (англ. The Strange Woman) — американська історична мелодрама 1946 року, знята режисером Едгаром Улмером із Геді Ламар, Джорджем Сандерсом і Луїсом Гейвордом у головних ролях. Фільм заснований на однойменному романі Бена Еймса Вільямса 1941 року. Сценарій написаний Улмером і Гантом Стромбергом.
Події відбувають у 1820-х роках у Новій Англії, де бідна красуня Дженні Гаґер виходить заміж за багатого старого Ісаю Постера, але також спокушає його сина та бригадира компанії чоловіка.
Фільм спочатку випущений кіностудією United Artists, нині він у відкритому доступі як суспільне надбання.

## Акторський склад
| Актор          | Роль                  |
| -------------- | --------------------- |
| Геді Ламар     | Дженні Гаґер          |
| Джордж Сандерс | Джон Еверед           |
| Луїс Гейворд   | Ефраїм Постер         |
| Джин Локгарт   | Ісая Постер           |
| Гілларі Брук   | Мег Саладін           |
| Ріс Вільямс    | Дікон Адамс           |
| Джун Сторі     | Ліна Темпест          |
| Мороні Олсен   | преподобний Тетчер    |
| Олів Блейкні   | місіс Голліс          |
| Кетлін Локгарт | місіс Партрідж        |
| Алан Нап'є     | суддя Генрі Саладін   |
| Денніс Гоуї    | Тім Гаґер             |
| Рей Тіл        | Дункан немає в титрах |

## Виробництво
Виробництво фільму відбувалося з 10 грудня 1945 року до середини березня 1946 року в Samuel Goldwyn Studios. Геді Ламар і Джек Черток створили партнерство для цього фільму. Виробництво фільму було припинено з 13 грудня 1945 року по 3 січня 1946 року через захворювання Ламар на грип. Декорації фільму розробив артдиректор, російсько-американський художник Микола Ремізов.
Фільм перевищив бюджет на 1 мільйон доларів, але мав помірний успіх у прокаті та зібрав схвальні відгуки критиків.
Дуглас Сірк став режисером (не вказаний у титрах) початкової сцени з Дженні Гаґер у дитинстві: виконавчий продюсер Гант Стромберг висловив своє незадоволення оригінальними кадрами власної дочки Улмера, Аріанни, яка зіграла молоду Дженні — вона нібито була недостатньо огидною — і тому він і Геді Ламар залучили Сірка до перезйомки сцен за допомогою іншої дівчинки, Джо Енн Марлоу, яка раніше того року з'явилася у фільмі Сірка «Скандал у Парижі», а також зіграла роль дочки героЇні Джоан Кроуфорд у «Мілдред Пірс» Майкла Кертіса.